# 沖縄ふそう自動車
沖縄ふそう自動車株式会社（おきなわふそうじどうしゃ）は、沖縄県浦添市に本社を置く、三菱ふそうトラック・バスが製造したトラック・バスを取り扱う自動車販売会社。沖縄バスのグループ会社である。
沖縄バスも出資している関係などから、「三菱ふそうトラック・バス ○○ふそう」と言った広域統合の対象とはならない。

## 概要
沖縄県内において、三菱ふそう車の新車 ・中古車の販売・修理･部品販売などの他に､貸ビル業（ふそうビル）も行っている。

## 沿革
- 1953年5月15日 - 沖縄自動車貿易株式会社設立。
- 1972年 - 三菱自動車工業（現・三菱ふそうトラック・バス）と代理店契約を結び、社名を沖縄ふそう自動車株式会社に改名。

## 拠点
- 本社・港川支店 - 浦添市字港川495-5
- 北部営業所 - 名護市字伊差川23-1
- 中部営業所 - うるま市州崎13-29
- 南部営業所 - 豊見城市豊崎3-97
- 中古車センター - 浦添市字港川500-2
- ふそうビル - 那覇市前島2-21-13